# Complete Failure
Complete Failure est un groupe américain de grindcore, originaire de Pittsburgh, en Pennsylvanie.

## Histoire
Le groupe est formé en 2006 et donne son premier concert le 14 avril 2007 au White Eagle de Pittsburgh. Vers la fin de l'année, le groupe signe son premier contrat d'enregistrement avec SuperNova Records en septembre 2007, qui donne lieu à la sortie de leur premier album, Perversions of Guilt,. Le groupe est alors composé du chanteur Joe Mack, du guitariste Erik Wynn, du bassiste James Curl, et du batteur Mike Rosswog. Le disque est enregistré, mixé et masterisé par Steve Austin, par ailleurs membre de Today Is the Day. 
De mars à juillet 2008, le groupe part en tournée en Amérique du Nord et en Europe avec des groupes comme Today Is the Day, Rwake, Mouth of the Architect, Fuck the Facts et Psyopus. La même année, l'album live Good Things Happening to Bad People - Live from Bern Switzerland sort en auto-édition. En avril 2009, le groupe enregistre et publie en auto-édition son album suivant, Heal No Evil, qui devait être réédité en 2010 par Relapse Records. En 2012, l'album The Art Gospel of Aggravated Assault sort en auto-édition, avant d'être réédité en 2012 par Season of Mist. Entre-temps, le guitariste Wynn quitte le groupe, à la suite de quoi James Curl passe de la basse à la guitare et Mark Bogacki rejoint le groupe comme nouveau bassiste.
En 2017, le groupe publie son dernier album (politique), Crossburner,, avant de se séparer l'année suivante en 2018.

## Style musical
Selon Thomas Sonder de Metal Hammer, le groupe joue sur The Art Gospel of Aggravated Assault un grindcore rapide et agressif comparable à des groupes comme Pig Destroyer et Rotten Sound. La vitesse reste élevée presque tout le temps, ce qui peut toutefois devenir trop monotone à la longue. L'utilisation de la double basse est également caractéristique. Dans la chanson Hero of the Church Herd, dans laquelle Mack « parle en rage », il rappelle Jello Biafra.

## Discographie
- 2008 : erversions of Guilt (album, SuperNova Records)
- 2008 : Good Things Happening to Bad People – Live from Bern Switzerland (album live)
- 2009 : Heal No Evil (démo et album, Relapse Records)
- 2012 : The Art Gospel of Aggravated Assault (album, Season of Mist)
- 2017 : Crossburner